# Raiffeisenbank Knoblauchsland
Die Raiffeisenbank Knoblauchsland eG war ein 1960 gegründetes Kreditinstitut mit Sitz im Städtedreieck Nürnberg–Fürth–Erlangen. Sie ging 2023 durch Fusion in der Raiffeisenbank Knoblauchsland-Bibertgrund auf.

## Geschichte
Die Raiffeisenbank Knoblauchsland eG ging 1960 aus der Verschmelzung der Institute der Nürnberger Stadtteile Buch, Kraftshof, Schniegling, Almoshof und Wetzendorf hervor. Der Name spielte auf die historischen Zwiebelzuchten im Umkreis von Nürnberg an.
Die im November 2022 veröffentlichte Fusionsliste des IT-Dienstleisters der Raiffeisenbank Knoblauchsland eG enthielt einen Eintrag zu einer geplanten Fusion mit der Raiffeisenbank Bibertgrund im August 2023. Rückwirkend zum 1. Januar 2023 fusionierten die Banken zur Raiffeisenbank Knoblauchsland-Bibertgrund. 

## Organisationsstruktur
Die Raiffeisenbank Knoblauchsland eG war eine Genossenschaftsbank. Die Rechtsgrundlage bildete das Genossenschaftsgesetz sowie die Satzung der Genossenschaft.

## Kooperationen
Zusammen mit dem Finanzverbund bot die Raiffeisenbank Knoblauchsland als Universalbank sämtliche Dienstleistungen für Privat- und Geschäftskunden an.